# Teresa Van der Woude
Teresa Van der Woude (* 25. November 1963 in San Bernardino County, Kalifornien) ist eine US-amerikanische ehemalige Schauspielerin und ein Model. Sie wurde in den Filmcredits auch als Teresa Vanderwoude oder Teresa Vander Woude geführt. Ihr schauspielerisches Schaffen in Fernseh- und Filmproduktionen begann Mitte der 1980er Jahre bis Anfang der 1990er Jahre.

## Leben
Van der Woude wurde am 25. November 1963 im kalifornischen San Bernardino County als Tochter von Jack und Moya Van der Woude geboren. 1982 machte sie ihren Abschluss an der San Andreas High School. Im selben Jahr gewann sie den Schönheitswettbewerb Miss San Bernardino. Ihr Vater fungierte als ihr Manager, ihre Mutter betrieb ein Tanzstudio. Sie gab 1986 ihr Fernsehschauspieldebüt in einer Episode der Fernsehserie Schatten der Leidenschaft. Im Folgejahr war sie in drei Episoden der Fernsehserie General Hospital in der wiederkehrenden, größeren Rolle der Erpresserin Hillary Kovacs zu sehen. Im selben Jahr spielte sie im Slasher-Film Aerobicide die Rolle der Jaimy, die im Laufe der Handlung den Tod findet. 1989 war sie in der Filmproduktion Wer den Teufel ruft… in der Rolle der Kelly Fremont zu sehen. Zuletzt spielte sie 1990 im Film Bad Jim eine Nebenrolle und wirkte im selben Jahr in einer Episode der Fernsehserie The New Adam-12 mit.

## Filmografie (Auswahl)
- 1986: Schatten der Leidenschaft (The Young and the Restless, Fernsehserie, Episode 1x3295)
- 1987: General Hospital (Fernsehserie, 3 Episoden)
- 1987: Aerobicide (Killer Workout)
- 1989: Wer den Teufel ruft… (Night Visitor)
- 1990: Bad Jim
- 1990: The New Adam-12 (Fernsehserie, Episode 1x05)